# Liste des empereurs romains
 (avril 2021).
Cet article présente la liste des empereurs romains depuis Auguste en 27 av. J.-C. jusqu'à la déposition de Romulus Augustule en 476.
Le titre d'empereur romain, résultant d'un concept moderne, indique la position tenue par les individus détenteurs du pouvoir dans l'Empire romain. L'Empire, développé à partir de la République romaine, est caractérisé par la concentration des pouvoirs entre les mains d'un seul individu.
Auguste (Augustus) est classé comme étant le premier empereur. Jules César (Caius Julius Caesar) ne fait pas partie de la liste. Officiellement, au moment de sa mort en 44 av. J.-C., il porte le titre d'imperator à vie et de dictateur à vie. Octavien au pouvoir depuis 42 av. J.-C. comme triumvir puis comme consul, reçoit le titre d'Auguste en 27 av. J.-C., date conventionnelle de début de la période impériale.
Le mot latin imperator, duquel dérive « empereur », ne désignait à l'origine qu'une qualité militaire (celle de général en chef victorieux). Il est présent parmi tous les titres et pouvoirs accumulés par Auguste.
Pour désigner l'empereur, les Romains utilisaient les termes de « César » et d’« Auguste », car ils considéraient tous les empereurs comme rattachés sinon par le sang, du moins par une sorte de lien d'adoption, à la famille de César (les premiers empereurs étaient effectivement de sa famille).
Il convient de distinguer la période du Principat où les empereurs se comportent plus ou moins comme Auguste, c'est-à-dire comme des magistrats (à quelques exceptions notables) et la période du Dominat où les institutions de Dioclétien et de Constantin transforment profondément le rôle d'empereur, le faisant passer de primus inter pares (« premier parmi ses pairs ») à dominus et deus, « maître et dieu », entérinant ainsi l'évolution de fait liée à la crise du troisième siècle.

## Le Principat (27av. J.-C.à 285)

### Dynastie des Julio-Claudiens
La dynastie des Julio-Claudiens règne du début de l'Empire en 27 av. J.-C. jusqu'au suicide de Néron en 68.
Jules César est parfois considéré, à tort, comme le premier empereur de la dynastie. Dans les faits, son titre est celui de dictateur à vie de la République romaine et imperator à titre militaire. Après sa mort le 15 mars 44 av. J.-C., c'est son petit-neveu et fils adoptif Octave (futur Auguste) qui fonde le Principat et l'Empire romain en 27 av. J.-C. et règne plus de quarante ans, son règne étant l'un des plus longs de l'histoire de l'Empire.
| Portrait    | Nom | Naissance | Magistratures et titres | Règne | Succession | Mort | Post-mortem             | Notes                   |
| ----------- | --- | --- | --- | --- | --- | --- | ----------------------- | ----------------------- |
|             | Auguste GAIVS IVLIVS CAESAR AVGVSTVS | 23 septembre 63 av. J.-C. Rome (Italie) | Auguste (à p. 27 av. J.-C.) Tribun (à p. 23 av. J.-C.) Pontifex maximus (12 av. J.-C.) Consul (à p. 2 av. J.-C.) Pater patriae (2 av. J.-C.) | 16 janvier 27 av. J.-C. – 19 août 14 (41 ans) | Devient de facto empereur à la suite d'un arrangement entre lui et le Sénat romain. | 19 août 14 (à 76 ans) Cause naturelle. | Divinisation            | [ A 1 ]                 |
|             | Tibère TIBERIVS IVLIVS CAESAR AVGVSTVS | 16 novembre 42 av. J.-C. Rome | Consul (à p. 13 av. J.-C.) imperator (9 av. J.-C.-16) Tribun (à p. 6 av. J.-C.) Pontifex maximus (15) | 18 septembre 14 – 16 mars 37 (22 ans) | Fils d'un premier mariage de Livie, la femme d'Auguste. Adopté par Auguste. | 16 mars 37 (à 78 ans) Cause naturelle. |                         | [ A 2 ]                 |
| Usurpateur  | Clemens en 16 : Esclave d'Agrippa Postumus. Prit l'identité de son maître après son exécution. Arrêté et exécuté sur ordre de Tibère. | Clemens en 16 : Esclave d'Agrippa Postumus. Prit l'identité de son maître après son exécution. Arrêté et exécuté sur ordre de Tibère. | Clemens en 16 : Esclave d'Agrippa Postumus. Prit l'identité de son maître après son exécution. Arrêté et exécuté sur ordre de Tibère. | Clemens en 16 : Esclave d'Agrippa Postumus. Prit l'identité de son maître après son exécution. Arrêté et exécuté sur ordre de Tibère. | Clemens en 16 : Esclave d'Agrippa Postumus. Prit l'identité de son maître après son exécution. Arrêté et exécuté sur ordre de Tibère. | Clemens en 16 : Esclave d'Agrippa Postumus. Prit l'identité de son maître après son exécution. Arrêté et exécuté sur ordre de Tibère. |                         | [ A 3 ]                 |
|             | Caligula CAIVS IVLIVS CAESAR AVGVSTVS GERMANICVS | 31 août 12 Antium (Italie) | Pater patriae (34) Pontifex maximus (34) Consul (à p. 35) imperator (à p. 35) Tribun (à p. 40) | 18 mars 37 – 24 janvier 41 (3 ans) | Fils de Germanicus. Petit-neveu de Tibère et son petit-fils adoptif. Arrière-petit-fils d'Auguste et de Marc Antoine. | 24 janvier 41 (à 28 ans) Assassiné au cours d'une conspiration impliquant des sénateurs et la garde prétorienne. |                         | [ A 4 ]                 |
|             | Claude TIBERIVS CLAVDIVS CAESAR AVGVSTVS GERMANICVS | 1er août 10 av. J.-C. Lugdunum (Gaule) | Consul (37-51) Tribun (à p. 41) Pontifex maximus (41) Pater patriae (42) | 25/26 janvier 41 – 13 octobre 54 (13 ans) | Neveu de Tibère, frère de Germanicus et oncle de Caligula. Petit-fils de Marc Antoine. Proclamé empereur par la garde prétorienne. | 13 octobre 54 (à 64 ans) Probablement empoisonné par sa femme Agrippine la Jeune, en faveur de son fils Néron. | Divinisation            | [ A 5 ]                 |
| Usurpateur  | Scribonien en 42 : Légat de Dalmatie. Considéré comme le successeur possible de Caligula. Se suicide sur l'île de Lissa après avoir été abandonné par les troupes. | Scribonien en 42 : Légat de Dalmatie. Considéré comme le successeur possible de Caligula. Se suicide sur l'île de Lissa après avoir été abandonné par les troupes. | Scribonien en 42 : Légat de Dalmatie. Considéré comme le successeur possible de Caligula. Se suicide sur l'île de Lissa après avoir été abandonné par les troupes. | Scribonien en 42 : Légat de Dalmatie. Considéré comme le successeur possible de Caligula. Se suicide sur l'île de Lissa après avoir été abandonné par les troupes. | Scribonien en 42 : Légat de Dalmatie. Considéré comme le successeur possible de Caligula. Se suicide sur l'île de Lissa après avoir été abandonné par les troupes. | Scribonien en 42 : Légat de Dalmatie. Considéré comme le successeur possible de Caligula. Se suicide sur l'île de Lissa après avoir été abandonné par les troupes. |                         | [ A 3 ]                 |
|             | Néron NERO CLAVDIVS CAESAR AVGVSTVS GERMANICVS | 15 décembre 37 Antium (Italie) | Tribun (à p. 54) Consul (à p. 55) Pater patriae (55) Pontifex maximus (55) imperator (à p. 56) | 13 octobre 54 – 8 juin 68 (13 ans) | Petit-fils de Germanicus, neveu, beau-fils et fils adoptif de Claude. Arrière-arrière-petit-fils d'Auguste. | 9 juin 68 (à 30 ans) Se suicide après avoir été déclaré ennemi public du Sénat. | Damnatio memoriae       | [ A 6 ]                 |
| Usurpateurs | Caius Julius Vindex en 68 : Légat en Gaule lyonnaise qui commence une révolte en entraînant avec lui les autres gouverneurs ; son initiative entraîne la rébellion menant Galba à prendre le pouvoir. Se suicide après la défaite de son armée par Lucius Verginius Rufus. | Caius Julius Vindex en 68 : Légat en Gaule lyonnaise qui commence une révolte en entraînant avec lui les autres gouverneurs ; son initiative entraîne la rébellion menant Galba à prendre le pouvoir. Se suicide après la défaite de son armée par Lucius Verginius Rufus. | Caius Julius Vindex en 68 : Légat en Gaule lyonnaise qui commence une révolte en entraînant avec lui les autres gouverneurs ; son initiative entraîne la rébellion menant Galba à prendre le pouvoir. Se suicide après la défaite de son armée par Lucius Verginius Rufus. | Caius Julius Vindex en 68 : Légat en Gaule lyonnaise qui commence une révolte en entraînant avec lui les autres gouverneurs ; son initiative entraîne la rébellion menant Galba à prendre le pouvoir. Se suicide après la défaite de son armée par Lucius Verginius Rufus. | Caius Julius Vindex en 68 : Légat en Gaule lyonnaise qui commence une révolte en entraînant avec lui les autres gouverneurs ; son initiative entraîne la rébellion menant Galba à prendre le pouvoir. Se suicide après la défaite de son armée par Lucius Verginius Rufus. | Caius Julius Vindex en 68 : Légat en Gaule lyonnaise qui commence une révolte en entraînant avec lui les autres gouverneurs ; son initiative entraîne la rébellion menant Galba à prendre le pouvoir. Se suicide après la défaite de son armée par Lucius Verginius Rufus. |                         | [ A 7 ]                 |
| Usurpateurs | Lucius Clodius Macer en 68 : Légat de la Legio III Augusta en Afrique ; se révolte contre Néron et arrête l'exportation de céréales vers Rome depuis Carthage. Assassiné par Trebonius Garutianus lorsque Galba est empereur.                                              | Lucius Clodius Macer en 68 : Légat de la Legio III Augusta en Afrique ; se révolte contre Néron et arrête l'exportation de céréales vers Rome depuis Carthage. Assassiné par Trebonius Garutianus lorsque Galba est empereur.                                              | Lucius Clodius Macer en 68 : Légat de la Legio III Augusta en Afrique ; se révolte contre Néron et arrête l'exportation de céréales vers Rome depuis Carthage. Assassiné par Trebonius Garutianus lorsque Galba est empereur.                                              | Lucius Clodius Macer en 68 : Légat de la Legio III Augusta en Afrique ; se révolte contre Néron et arrête l'exportation de céréales vers Rome depuis Carthage. Assassiné par Trebonius Garutianus lorsque Galba est empereur.                                              | Lucius Clodius Macer en 68 : Légat de la Legio III Augusta en Afrique ; se révolte contre Néron et arrête l'exportation de céréales vers Rome depuis Carthage. Assassiné par Trebonius Garutianus lorsque Galba est empereur.                                              | Lucius Clodius Macer en 68 : Légat de la Legio III Augusta en Afrique ; se révolte contre Néron et arrête l'exportation de céréales vers Rome depuis Carthage. Assassiné par Trebonius Garutianus lorsque Galba est empereur.                                              |                         | [ A 8 ]                 |
| Notes       | 1. 2. 3. 4. 5. 6. 7. 8. | 1. 2. 3. 4. 5. 6. 7. 8. | 1. 2. 3. 4. 5. 6. 7. 8. | 1. 2. 3. 4. 5. 6. 7. 8. | 1. 2. 3. 4. 5. 6. 7. 8. | 1. 2. 3. 4. 5. 6. 7. 8. | 1. 2. 3. 4. 5. 6. 7. 8. | 1. 2. 3. 4. 5. 6. 7. 8. |

### Année des quatre empereurs
Les quatre empereurs sont Galba, Othon, Vitellius et Vespasien, les trois premiers étant nommés et évincés (assassinés ou suicidés) au cours de l'année 69. En décembre, Vespasien fonde la dynastie des Flaviens, et règne encore près de dix ans. Les années 68 et 69 correspondent à une nouvelle guerre civile romaine. À la mort de Néron en 68, Nymphidius Sabinus tente d'usurper le trône à Galba, faisant prévaloir sa prétendue descendance de Caligula.
| Portrait   | Nom | Naissance | Magistratures et titres | Règne | Succession | Mort | Notes       |
| ---------- | --- | --- | --- | --- | --- | --- | ----------- |
|            | Galba SERVIVS SVLPICIVS GALBA CAESAR AVGVSTVS | 24 décembre 3 av. J.-C. près de Terracina (Italie) | Consul (33 et 69) | 8 juin 68 – 15 janvier 69 (7 mois) | Prend le pouvoir après le suicide de Néron, avec le soutien des légions hispaniques. | 15 janvier 69 (à 71 ans) Assassiné par la garde prétorienne dans un coup d’État mené par Othon. | [ B 1 ]     |
| Usurpateur | Nymphidius Sabinus en 68 : Préfet du prétoire de Néron, il tente de s'autoproclamer empereur en Juillet 68, clamant qu'il est le fils illégitime de Caligula. Assassiné par la garde prétorienne alors que Galba rentre à Rome. | Nymphidius Sabinus en 68 : Préfet du prétoire de Néron, il tente de s'autoproclamer empereur en Juillet 68, clamant qu'il est le fils illégitime de Caligula. Assassiné par la garde prétorienne alors que Galba rentre à Rome. | Nymphidius Sabinus en 68 : Préfet du prétoire de Néron, il tente de s'autoproclamer empereur en Juillet 68, clamant qu'il est le fils illégitime de Caligula. Assassiné par la garde prétorienne alors que Galba rentre à Rome. | Nymphidius Sabinus en 68 : Préfet du prétoire de Néron, il tente de s'autoproclamer empereur en Juillet 68, clamant qu'il est le fils illégitime de Caligula. Assassiné par la garde prétorienne alors que Galba rentre à Rome. | Nymphidius Sabinus en 68 : Préfet du prétoire de Néron, il tente de s'autoproclamer empereur en Juillet 68, clamant qu'il est le fils illégitime de Caligula. Assassiné par la garde prétorienne alors que Galba rentre à Rome. | Nymphidius Sabinus en 68 : Préfet du prétoire de Néron, il tente de s'autoproclamer empereur en Juillet 68, clamant qu'il est le fils illégitime de Caligula. Assassiné par la garde prétorienne alors que Galba rentre à Rome. | [ B 2 ]     |
|            | Othon MARCVS SALVIVS OTHO CAESAR AVGVSTVS | 25 avril 32 Ferentinum (Étrurie) | Consul (69) | 15 janvier 69 – 16 avril 69 (3 mois) | Nommé par la garde prétorienne. | 16 avril 69 (à 36 ans) Se suicide après la défaite de la bataille de Bedriacum contre Vitellius. | [ B 3 ]     |
|            | Vitellius AVLVS VITELLIVS CAESAR AVGVSTVS GERMANICVS | 24 septembre 15 Rome | Consul (48 et 69) | 17 avril 69 – 20 décembre 69 (8 mois) | Prend le pouvoir avec le soutien des légions germaines contre Othon. | 20 décembre 69 (à 54 ans) Assassiné par les troupes de Vespasien. | [ B 4 ]     |
| Notes      | 1. 2. 3. 4. | 1. 2. 3. 4. | 1. 2. 3. 4. | 1. 2. 3. 4. | 1. 2. 3. 4. | 1. 2. 3. 4. | 1. 2. 3. 4. |

### Dynastie des Flaviens
Vespasien est le dernier empereur de l'année des quatre empereurs (69) et le fondateur de la dynastie des Flaviens. Ses alliés rejoignant les uns après les autres le camp de Vespasien, Vitellius est finalement battu au cours de la seconde bataille de Bedriacum. Les trois empereurs flaviens tentent de rétablir l'équilibre économique et militaire de l'Empire, affaibli par les derniers empereurs Julio-Claudiens et par la guerre civile de 69.
Vespasien réglemente tout d'abord le statut de l'empereur et précise ses pouvoirs avec la loi Lex de imperio Vespasiani. Il contribue à faire du « prince » (princeps) non plus un homme exceptionnellement doté de plusieurs pouvoirs mais un magistrat du peuple romain. L'empereur, auparavant investi par le Sénat, l'est désormais par l'armée. Il restaure les finances de l’État, mate deux révoltes et commence la construction du Colisée (70).
Il nomme « Césars » ses deux fils Titus et Domitien, faisant d'eux ainsi ses héritiers. Titus ne règne que deux ans. Son frère lui succède jusqu'à son assassinat en 96 qui marque la fin de la dynastie.
| Portrait   | Nom | Naissance | Magistratures et titres | Règne | Succession | Mort | Post mortem       | Notes          |
| ---------- | --- | --- | --- | --- | --- | --- | ----------------- | -------------- |
|            | Vespasien TITVS FLAVIVS CAESAR VESPASIANVS AVGVSTVS | 17 novembre 9 près de Reate (Italie) | Tribun (à p. 69) Pater patriae (70) Pontifex maximus (70) imperator (à p. 70) Censeur (73-74) | 21 décembre 69 – 24 juin 79 (9 ans) | Prend le pouvoir avec le soutien des légions de l'Est contre Vitellius. Officiellement reconnu empereur par le Sénat le 21 décembre. | 24 juin 79 (à 69 ans) Cause naturelle | Divinisation      | [ C 1 ]        |
| Usurpateur | Julius Sabinus en 69-70 : s'autoproclame empereur après l'exécution de Vitellius et conduit la révolte de la Gaule. Défait, il vit en clandestinité pendant plusieurs années avant d'être trahi et exécuté sur ordre de Vespasien en 78. | Julius Sabinus en 69-70 : s'autoproclame empereur après l'exécution de Vitellius et conduit la révolte de la Gaule. Défait, il vit en clandestinité pendant plusieurs années avant d'être trahi et exécuté sur ordre de Vespasien en 78. | Julius Sabinus en 69-70 : s'autoproclame empereur après l'exécution de Vitellius et conduit la révolte de la Gaule. Défait, il vit en clandestinité pendant plusieurs années avant d'être trahi et exécuté sur ordre de Vespasien en 78. | Julius Sabinus en 69-70 : s'autoproclame empereur après l'exécution de Vitellius et conduit la révolte de la Gaule. Défait, il vit en clandestinité pendant plusieurs années avant d'être trahi et exécuté sur ordre de Vespasien en 78. | Julius Sabinus en 69-70 : s'autoproclame empereur après l'exécution de Vitellius et conduit la révolte de la Gaule. Défait, il vit en clandestinité pendant plusieurs années avant d'être trahi et exécuté sur ordre de Vespasien en 78. | Julius Sabinus en 69-70 : s'autoproclame empereur après l'exécution de Vitellius et conduit la révolte de la Gaule. Défait, il vit en clandestinité pendant plusieurs années avant d'être trahi et exécuté sur ordre de Vespasien en 78. |                   |                |
|            | Titus TITVS FLAVIVS CAESAR VESPASIANVS AVGVSTVS | 30 décembre 39 Rome | Consul (à p. 70) Tribun (à p. 71) Censeur (73) Pater patriae (79) Pontifex maximus (79) imperator (à p. 70) | 24 juin 79 – 13 septembre 81 (2 ans) | Fils de Vespasien. | 13 septembre 81 (à 41 ans) Cause naturelle (peste) | Divinisation      | [ C 2 ]        |
| Usurpateur | Terentius Maximus en 79-80 : se réfugie en Asie avec Artaban IV, un roi parthe ; ressemble à Néron physiquement et dans ses actions. | Terentius Maximus en 79-80 : se réfugie en Asie avec Artaban IV, un roi parthe ; ressemble à Néron physiquement et dans ses actions. | Terentius Maximus en 79-80 : se réfugie en Asie avec Artaban IV, un roi parthe ; ressemble à Néron physiquement et dans ses actions. | Terentius Maximus en 79-80 : se réfugie en Asie avec Artaban IV, un roi parthe ; ressemble à Néron physiquement et dans ses actions. | Terentius Maximus en 79-80 : se réfugie en Asie avec Artaban IV, un roi parthe ; ressemble à Néron physiquement et dans ses actions. | Terentius Maximus en 79-80 : se réfugie en Asie avec Artaban IV, un roi parthe ; ressemble à Néron physiquement et dans ses actions. |                   | [ C 3 ]        |
|            | Domitien TITVS FLAVIVS CAESAR DOMITIANVS AVGVSTVS | 24 octobre 51 Rome | Consul (à p. 71) Tribun (à p. 81) Censeur perpétuel (à p. 85) Pater patriae (82) Pontifex maximus (82) imperator (à p. 82) | 14 septembre 81 – 18 septembre 96 (15 ans) | Fils de Vespasien. | 18 septembre 96 (à 44 ans) Assassiné par des officiels de la cour | Damnatio memoriae | [ C 4 ]        |
| Usurpateur | Antonius Saturninus en 89 : gouverneur de la Germanie supérieure, ne peut amener ses alliés Germains à cause du dégel du Rhin. Il est vaincu par un général de Domitien.                                                                 | Antonius Saturninus en 89 : gouverneur de la Germanie supérieure, ne peut amener ses alliés Germains à cause du dégel du Rhin. Il est vaincu par un général de Domitien.                                                                 | Antonius Saturninus en 89 : gouverneur de la Germanie supérieure, ne peut amener ses alliés Germains à cause du dégel du Rhin. Il est vaincu par un général de Domitien.                                                                 | Antonius Saturninus en 89 : gouverneur de la Germanie supérieure, ne peut amener ses alliés Germains à cause du dégel du Rhin. Il est vaincu par un général de Domitien.                                                                 | Antonius Saturninus en 89 : gouverneur de la Germanie supérieure, ne peut amener ses alliés Germains à cause du dégel du Rhin. Il est vaincu par un général de Domitien.                                                                 | Antonius Saturninus en 89 : gouverneur de la Germanie supérieure, ne peut amener ses alliés Germains à cause du dégel du Rhin. Il est vaincu par un général de Domitien.                                                                 |                   | [ C 5 ]        |
| Notes      | 1. 2. 3. 4. 5. | 1. 2. 3. 4. 5. | 1. 2. 3. 4. 5. | 1. 2. 3. 4. 5. | 1. 2. 3. 4. 5. | 1. 2. 3. 4. 5. | 1. 2. 3. 4. 5.    | 1. 2. 3. 4. 5. |

### Dynastie des Antonins
Les historiens ont donné le nom d'Antonin le Pieux (Antoninus Pius) à la dynastie. Cette dernière a apporté une stabilité certaine à l'empire et cette période du IIe siècle a été qualifiée de « siècle d'or ». Les cinq premiers empereurs sont surnommés les « Cinq bons Empereurs ».
| Portrait   | Nom | Naissance | Magistratures et titres | Règne | Succession | Mort | Post mortem                                       | Notes                      |
| ---------- | --- | --- | --- | --- | --- | --- | ------------------------------------------------- | -------------------------- |
|            | Nerva MARCVS COCCEIVS NERVA CAESAR AVGVSTVS | 8 novembre 30 Narni (Italie) | consul (71) tribun (96) Pater patriae (96) Pontifex maximus (96) empereur (96-97) | 18 septembre 96 – 27 janvier 98 (1 an) | Nommé par le Sénat. | 27 janvier 98 (à 67 ans) Cause naturelle | Divinisation                                      | [ D 1 ]                    |
|            | Trajan CAESAR MARCVS VLPIVS NERVA TRAIANVS AVGVSTVS | 18 septembre 53 Italica (Bétique) | consul (91-112) tribun (97) Pater patriae (98) Pontifex maximus (98) empereur (98) | 28 janvier 98 – 7 août 117 (19 ans) | Fils adoptif et héritier de Nerva. | 7 août 117 (à 63 ans) Cause naturelle | Divinisation                                      | [ D 2 ]                    |
|            | Hadrien CAESAR PVBLIVS AELIVS TRAIANVS HADRIANVS AVGVSTVS | 24 janvier 76 Italica (Bétique) ou Rome | tribun (102) consul (108) Pontifex maximus (117) empereur (117, 135) Pater patriae (128) | 11 août 117 – 10 juillet 138 (20 ans) | Fils adoptif et héritier de Trajan. | 10 juillet 138 (à 62 ans) Cause naturelle | Divinisation                                      | [ D 3 ]                    |
|            | Antonin le Pieux CAESAR TITVS AELIVS HADRIANVS ANTONINVS AVGVSTVS PIVS | 19 septembre 86 près de Lanuvium (Italie) | consul (120-145) tribun (138) Pontifex maximus (138) empereur (138, 142) Pater patriae (139) | 10 juillet 138 – 7 mars 161 (22 ans) | Fils adoptif et héritier d'Hadrien. | 7 mars 161 (à 74 ans) Cause naturelle | Divinisation                                      | [ D 5 ]                    |
|            | Lucius Aurelius Verus CAESAR LVCIVS AVRELIVS VERVS AVGVSTVS | 15 décembre 130 Rome | consul (154-167) tribun (161) empereur (161-167) Pater patriae (166) | 7 mars 161 – janvier 169 (≈ 7 ans) | Fils adoptif et héritier d'Antonin le Pieux. Co-empereur avec Marc Aurèle jusqu'à sa mort. | Janvier 169 (à ≈ 38 ans) Cause naturelle (Apoplexie) |                                                   | [ D 6 ]                    |
|            | Marc Aurèle CAESAR MARCVS AVRELIVS ANTONINVS AVGVSTVS | 26 avril 121 Rome | consul (140-161) tribun (147) Pontifex maximus (161) empereur (161-179) Pater patriae (166) | 7 mars 161 – 17 mars 180 (19 ans) | Fils adoptif et héritier d'Antonin le Pieux. Co-empereur avec Lucius Aurelius Verus jusqu'en 169. | 17 mars 180 (à 58 ans) Cause naturelle | Divinisation                                      | [ D 7 ]                    |
| Usurpateur | Avidius Cassius en 175 : gouverneur de Syrie, s'autoproclame empereur après la rumeur selon laquelle Marc Aurèle est mort. Il continue sa révolte même après avoir appris que Marc Aurèle est encore en vie. | Avidius Cassius en 175 : gouverneur de Syrie, s'autoproclame empereur après la rumeur selon laquelle Marc Aurèle est mort. Il continue sa révolte même après avoir appris que Marc Aurèle est encore en vie. | Avidius Cassius en 175 : gouverneur de Syrie, s'autoproclame empereur après la rumeur selon laquelle Marc Aurèle est mort. Il continue sa révolte même après avoir appris que Marc Aurèle est encore en vie. | Avidius Cassius en 175 : gouverneur de Syrie, s'autoproclame empereur après la rumeur selon laquelle Marc Aurèle est mort. Il continue sa révolte même après avoir appris que Marc Aurèle est encore en vie. | Avidius Cassius en 175 : gouverneur de Syrie, s'autoproclame empereur après la rumeur selon laquelle Marc Aurèle est mort. Il continue sa révolte même après avoir appris que Marc Aurèle est encore en vie. | Avidius Cassius en 175 : gouverneur de Syrie, s'autoproclame empereur après la rumeur selon laquelle Marc Aurèle est mort. Il continue sa révolte même après avoir appris que Marc Aurèle est encore en vie. |                                                   | [ D 8 ]                    |
|            | Commode CAESAR MARCVS AVRELIVS COMMODVS ANTONINVS AVGVSTVS | 31 août 161 Lanuvium (Italie) | césar (7 juillet 175) consul (176) co-empereur (1 janvier 177) empereur (180-186) Pontifex maximus (180) Pater patriae (180)                                                                                 | 18 mars 180 – 31 décembre 192 (12 ans) | Fils de Marc Aurèle. Co-empereur à partir de 177. | 31 décembre 192 (à 31 ans) Assassiné dans son palais, étranglé. | Damnatio memoriae (193 à 195) Divinisation en 195 | [ D 9 ]                    |
| Notes      | 1. 2. 3. 4. 5. 6. 7. 8. 9. | 1. 2. 3. 4. 5. 6. 7. 8. 9. | 1. 2. 3. 4. 5. 6. 7. 8. 9. | 1. 2. 3. 4. 5. 6. 7. 8. 9. | 1. 2. 3. 4. 5. 6. 7. 8. 9. | 1. 2. 3. 4. 5. 6. 7. 8. 9. | 1. 2. 3. 4. 5. 6. 7. 8. 9.                        | 1. 2. 3. 4. 5. 6. 7. 8. 9. |

### Deuxième année des quatre empereurs
En 193, plusieurs empereurs se succèdent. La liste va de la mort de Commode le 31 décembre 192, immédiatement remplacé par Pertinax choisi par le Sénat puis assassiné par la garde prétorienne. Didius Julianus achète alors son couronnement aux soldats de la garde face à Titus Flavius Sulpicianus. Enfin, à partir du mois de juin, Septime Sévère, fondateur de la dynastie des Sévères, et proclamé empereur par les légions de Pannonie, alors que Pescennius Niger l'est par les légions de Syrie et Clodius Albinus par les légions de Bretagne. Sévère arrive à Rome, fait décapiter Julianus puis s'allie avec Albinus contre Niger qu'il défait à Issos en 194. Il défait Clodius Albinus en 196 au cours de la bataille de Lugdunum.
| Portrait | Nom                                                            | Naissance                  | Magistratures et titres                  | Règne                                  | Succession                                                                                  | Mort                                                            | Post mortem                 | Notes   |
| -------- | -------------------------------------------------------------- | -------------------------- | ---------------------------------------- | -------------------------------------- | ------------------------------------------------------------------------------------------- | --------------------------------------------------------------- | --------------------------- | ------- |
|          | Pertinax CAESAR PVBLIVS HELVIVS PERTINAX AVGVSTVS              | 1er août 126 Alba (Italie) | Consul (175, 192) Pontifex maximus (192) | 1er janvier 193 – 28 mars 193 (2 mois) | Proclamé empereur par la garde prétorienne.                                                 | 28 mars 193 (à 66 ans) Assassiné par la garde prétorienne       | Divinisation en juillet 193 | [ E 1 ] |
|          | Didius Julianus CAESAR MARCVS DIDIVS SEVERVS IVLIANVS AVGVSTVS | 133 ou 137 Milan (Italie)  | Consul (à p. 175)                        | 28 mars 193 – 1er juin 193 (2 mois)    | Remporte la vente aux enchères pour le poste d'empereur organisée par la garde prétorienne. | 1er juin 193 (à ≈ 56 ou 60 ans) Exécuté sur les ordres du Sénat |                             | [ E 2 ] |
| Notes    | 1. 2.                                                          | 1. 2.                      | 1. 2.                                    | 1. 2.                                  | 1. 2.                                                                                       | 1. 2.                                                           | 1. 2.                       | 1. 2.   |

### Dynastie des Sévères
| Portrait    | Nom | Naissance | Règne | Succession | Mort | Post mortem                                | Notes                                      |
| ----------- | --- | --- | --- | --- | --- | ------------------------------------------ | ------------------------------------------ |
|             | Septime Sévère CAESAR LVCIVS SEPTIMIVS SEVERVS PERTINAX AVGVSTVS | 11 avril 145 Leptis Magna (Afrique) | 9 avril 193 – 4 février 211 (17 ans) | Prend le pouvoir avec le soutien des légions de Pannonie. | 4 février 211 (à 65 ans) Causes naturelles | Divinisation                               | [ F 1 ]                                    |
| Usurpateurs | Pescennius Niger en 193-194 : l'un des autres prétendants au trône au cours de la Deuxième année des quatre empereurs, soutenu par les légions syriennes. | Pescennius Niger en 193-194 : l'un des autres prétendants au trône au cours de la Deuxième année des quatre empereurs, soutenu par les légions syriennes. | Pescennius Niger en 193-194 : l'un des autres prétendants au trône au cours de la Deuxième année des quatre empereurs, soutenu par les légions syriennes. | Pescennius Niger en 193-194 : l'un des autres prétendants au trône au cours de la Deuxième année des quatre empereurs, soutenu par les légions syriennes. | Pescennius Niger en 193-194 : l'un des autres prétendants au trône au cours de la Deuxième année des quatre empereurs, soutenu par les légions syriennes. |                                            | [ F 2 ]                                    |
| Usurpateurs | Clodius Albinus en 196-197 : l'un des autres prétendants au trône au cours de la Deuxième année des quatre empereurs, soutenu par les légions bretonnes. | Clodius Albinus en 196-197 : l'un des autres prétendants au trône au cours de la Deuxième année des quatre empereurs, soutenu par les légions bretonnes. | Clodius Albinus en 196-197 : l'un des autres prétendants au trône au cours de la Deuxième année des quatre empereurs, soutenu par les légions bretonnes. | Clodius Albinus en 196-197 : l'un des autres prétendants au trône au cours de la Deuxième année des quatre empereurs, soutenu par les légions bretonnes. | Clodius Albinus en 196-197 : l'un des autres prétendants au trône au cours de la Deuxième année des quatre empereurs, soutenu par les légions bretonnes. |                                            | [ F 3 ]                                    |
|             | Caracalla CAESAR MARCVS AVRELIVS SEVERVS ANTONINVS PIVS AVGVSTVS | 4 avril 188 Lugdunum (Gaule) | 5 février 211 – 8 avril 217 (6 ans) | Fils de Septime Sévère. Coempereur avec Sévère depuis 198 ; avec Sévère et Geta de 209 à février 211 ; avec Geta jusqu'en décembre 211. | 8 avril 217 (à 29 ans) Assassiné par l'officier Martialis au cours d'une conspiration impliquant Macrin | Divinisation en avril 217                  | [ F 4 ]                                    |
|             | Geta CAESAR PVBLIVS SEPTIMIVS GETA AVGVSTUS | 7 mars 189 Rome | 5 février 211 – 26 décembre 211 (10 mois) | Fils de Septime Sévère. Coempereur avec Sévère et Caracalla de 209 à février 211 ; avec Caracalla jusqu'en décembre 211. | 26 décembre 211 (à 22 ans) Assassiné sur les ordres de Caracalla. | Damnatio memoriae                          | [ F 5 ]                                    |
|             | Macrin MARCVS OPELLIVS SEVERVS MACRINVS AVGVSTVS PIVS FELIX avec Diaduménien MARCVS OPELLIVS ANTONINVS DIADUMENIANVS AVGVSTVS | ≈ 165 Césarée (Maurétanie) | 11 avril 217 – 8 juin 218 (1 an) | Préfet du prétoire de Caracalla, Macrin a probablement conspiré pour l'assassiner et s'autoproclamer empereur à sa mort. Nomme son fils Diaduménien coempereur en mai 217. | 8 juin 218 (à ≈ 53 ans) Tous deux exécutés en faveur d'Héliogabale. | Damnatio memoriae (Macrin seulement)       | [ F 6 ]                                    |
|             | Héliogabale MARCVS AVRELIVS ANTONINVS AVGVSTVS | ≈ 203 Émèse (Syrie) | 8 juin 218 – 11 mars 222 (3 ans) | Petit-fils de la belle-sœur de Septime Sévère, présumé fils illégitime de Caracalla. Proclamé empereur par les légions syriennes. | 11 mars 222 (à ≈ 19 ans) Assassiné par la garde prétorienne | Damnatio memoriae                          | [ F 7 ]                                    |
| Usurpateurs | Gellius Maximus en 219 : officier de la Legio IV Scythica en Syrie. Exécuté. | Gellius Maximus en 219 : officier de la Legio IV Scythica en Syrie. Exécuté. | Gellius Maximus en 219 : officier de la Legio IV Scythica en Syrie. Exécuté. | Gellius Maximus en 219 : officier de la Legio IV Scythica en Syrie. Exécuté. | Gellius Maximus en 219 : officier de la Legio IV Scythica en Syrie. Exécuté. |                                            | [ F 8 ]                                    |
| Usurpateurs | Verus fin 219 : commandant de la Legio III Gallica en Syrie. Lors de la révolte de la Légion, il s'autoproclamme empereur. Exécuté et la légion est dissoute. | Verus fin 219 : commandant de la Legio III Gallica en Syrie. Lors de la révolte de la Légion, il s'autoproclamme empereur. Exécuté et la légion est dissoute. | Verus fin 219 : commandant de la Legio III Gallica en Syrie. Lors de la révolte de la Légion, il s'autoproclamme empereur. Exécuté et la légion est dissoute. | Verus fin 219 : commandant de la Legio III Gallica en Syrie. Lors de la révolte de la Légion, il s'autoproclamme empereur. Exécuté et la légion est dissoute. | Verus fin 219 : commandant de la Legio III Gallica en Syrie. Lors de la révolte de la Légion, il s'autoproclamme empereur. Exécuté et la légion est dissoute. |                                            | [ F 9 ]                                    |
| Usurpateurs | Seleucus après 221 : il peut s'agir de Julius Antonius Seleucus, en Mésie, ou de M. Flavius Vitellius Seleucus, Consul en 221. | Seleucus après 221 : il peut s'agir de Julius Antonius Seleucus, en Mésie, ou de M. Flavius Vitellius Seleucus, Consul en 221. | Seleucus après 221 : il peut s'agir de Julius Antonius Seleucus, en Mésie, ou de M. Flavius Vitellius Seleucus, Consul en 221. | Seleucus après 221 : il peut s'agir de Julius Antonius Seleucus, en Mésie, ou de M. Flavius Vitellius Seleucus, Consul en 221. | Seleucus après 221 : il peut s'agir de Julius Antonius Seleucus, en Mésie, ou de M. Flavius Vitellius Seleucus, Consul en 221. |                                            | [ F 10 ]                                   |
|             | Sévère Alexandre CAESAR MARCVS AVRELIVS SEVERVS ALEXANDER AVGVSTVS | 1er octobre 208 Arca (Judée) | 13 mars 222 – 18 mars 235 (13 ans) | Petit-fils de la belle-sœur de Septime Sévère, cousin et héritier adoptif d'Héliogabale. | 18 mars 235 (à 26 ans) Assassiné par l'armée | Divinisation en 238.                       | [ F 11 ]                                   |
| Usurpateurs | Seius Sallustius en 227 : Préfet du prétoire à Rome, fait César par Alexandre et père de l'impératrice Orbiane. Exécuté pour tentative de meurtre sur la personne de l'empereur après avoir recueilli sa fille avec la garde prétorienne après que celle-ci eut été répudiée. | Seius Sallustius en 227 : Préfet du prétoire à Rome, fait César par Alexandre et père de l'impératrice Orbiane. Exécuté pour tentative de meurtre sur la personne de l'empereur après avoir recueilli sa fille avec la garde prétorienne après que celle-ci eut été répudiée. | Seius Sallustius en 227 : Préfet du prétoire à Rome, fait César par Alexandre et père de l'impératrice Orbiane. Exécuté pour tentative de meurtre sur la personne de l'empereur après avoir recueilli sa fille avec la garde prétorienne après que celle-ci eut été répudiée. | Seius Sallustius en 227 : Préfet du prétoire à Rome, fait César par Alexandre et père de l'impératrice Orbiane. Exécuté pour tentative de meurtre sur la personne de l'empereur après avoir recueilli sa fille avec la garde prétorienne après que celle-ci eut été répudiée. | Seius Sallustius en 227 : Préfet du prétoire à Rome, fait César par Alexandre et père de l'impératrice Orbiane. Exécuté pour tentative de meurtre sur la personne de l'empereur après avoir recueilli sa fille avec la garde prétorienne après que celle-ci eut été répudiée. |                                            | [ F 12 ]                                   |
| Usurpateurs | Taurinus en 232 : en Orient. Se suicide dans l'Euphrate. | Taurinus en 232 : en Orient. Se suicide dans l'Euphrate. | Taurinus en 232 : en Orient. Se suicide dans l'Euphrate. | Taurinus en 232 : en Orient. Se suicide dans l'Euphrate. | Taurinus en 232 : en Orient. Se suicide dans l'Euphrate. |                                            | [ F 13 ]                                   |
| Notes       | 1. 2. 3. 4. 5. 6. 7. 8. 9. 10. 11. 12. 13. | 1. 2. 3. 4. 5. 6. 7. 8. 9. 10. 11. 12. 13. | 1. 2. 3. 4. 5. 6. 7. 8. 9. 10. 11. 12. 13. | 1. 2. 3. 4. 5. 6. 7. 8. 9. 10. 11. 12. 13. | 1. 2. 3. 4. 5. 6. 7. 8. 9. 10. 11. 12. 13. | 1. 2. 3. 4. 5. 6. 7. 8. 9. 10. 11. 12. 13. | 1. 2. 3. 4. 5. 6. 7. 8. 9. 10. 11. 12. 13. |

### Crise du troisième siècle

#### Anarchie militaire
| Portrait    | Nom | Naissance | Règne | Succession | Mort | Post mortem                                    | Notes                                          |                                                |
| ----------- | --- | --- | --- | --- | --- | ---------------------------------------------- | ---------------------------------------------- | ---------------------------------------------- |
|             | Maximin Ier le Thrace CAESAR GAIVS JVLIVS VERVS MAXIMINVS AVGVSTVS                                                                                   | ≈ 173 Thrace ou Mésie | 20 mars 235 – 24 juin 238 (≈ 3 ans)                                                                                             | Proclamé empereur par les légions germaines après le meurtre de Sévère Alexandre. | 24 juin 238 (à ≈ 65 ans) Assassiné par la garde prétorienne                                                                     | Damnatio memoriae                              | [ G 1 ]                                        |                                                |
| Usurpateurs | Magnus en 235 : ancien consul, il ordonne à quelques soldats de détruire un pont qui permettait à Maximin de traverser le Rhin.                      | Magnus en 235 : ancien consul, il ordonne à quelques soldats de détruire un pont qui permettait à Maximin de traverser le Rhin. | Magnus en 235 : ancien consul, il ordonne à quelques soldats de détruire un pont qui permettait à Maximin de traverser le Rhin. | Magnus en 235 : ancien consul, il ordonne à quelques soldats de détruire un pont qui permettait à Maximin de traverser le Rhin. | Magnus en 235 : ancien consul, il ordonne à quelques soldats de détruire un pont qui permettait à Maximin de traverser le Rhin. |                                                | [ G 2 ]                                        |                                                |
| Usurpateurs | Quartinus en 235 : en Orient, soutenu par des soldats loyaux à Sévère Alexandre.                                                                     | Quartinus en 235 : en Orient, soutenu par des soldats loyaux à Sévère Alexandre.                                                | Quartinus en 235 : en Orient, soutenu par des soldats loyaux à Sévère Alexandre.                                                | Quartinus en 235 : en Orient, soutenu par des soldats loyaux à Sévère Alexandre. | Quartinus en 235 : en Orient, soutenu par des soldats loyaux à Sévère Alexandre.                                                |                                                | [ G 3 ]                                        |                                                |
|             | Gordien Ier CAESAR MARCVS ANTONIVS GORDIANVS SEMPRONIANVS AFRICANVS AVGVSTVS                                                                         | ≈ 159 Phrygie | 22 mars 238 – 12 avril 238 (21 jours)                                                                                           | Proclamé empereur alors qu'il était pro-consul en Afrique au cours d'une révolte contre Maximin Ier. Règne conjointement avec son fils Gordien II en opposition à Maximin. Au sens strict un usurpateur, mais est légitimé rétrospectivement par Gordien III. | 12 avril 238 (à ≈ 79 ans) Se suicide après avoir appris la mort de son fils Gordien II                                          | Divinisation                                   | [ G 4 ]                                        |                                                |
|             | Gordien II CAESAR MARCVS ANTONIVS GORDIANVS SEMPRONIANVS ROMANVS AFRICANVS AVGVSTVS                                                                  | ≈ 192 | 22 mars 238 – 12 avril 238 (21 jours)                                                                                           | Proclamé empereur aux côtés de son père Gordien Ier en opposition à Maximin Ier par une loi du Sénat. | 12 avril 238 (à ≈ 46 ans) Tué au cours de la bataille de Carthage, l'opposant à l'armée restée fidèle à Maximin                 | Divinisation                                   | [ G 5 ]                                        |                                                |
|             | Maxime Pupien CAESAR MARCVS CLODIVS PVPIENVS MAXIMVS AVGVSTVS                                                                                        | ≈ 178 | 22 avril 238 – 29 juillet 238 (3 mois)                                                                                          | Proclamé empereur avec Balbin par le Sénat après la mort de Gordien Ier et II, en opposition à Maximin Ier. Coempereur avec Balbin et Gordien III. | 29 juillet 238 (à ≈ 60 ans) Assassiné par la garde prétorienne                                                                  |                                                | [ G 6 ]                                        |                                                |
|             | Balbin CAESAR DECIMVS CAELIVS CALVINVS BALBINVS PIVS AVGVSTVS                                                                                        | ≈ 165 | 22 avril 238 – 29 juillet 238 (3 mois)                                                                                          | Proclamé empereur avec Pupien par le Sénat après la mort de Gordien Ier et II, en opposition à Maximin Ier. Coempereur avec Pupien et Gordien III. | 29 juillet 238 (à ≈ 73 ans) Assassiné par la garde prétorienne                                                                  |                                                | [ G 7 ]                                        |                                                |
|             | Gordien III CAESAR MARCVS ANTONIVS GORDIANVS AVGVSTVS                                                                                                | 20 janvier 225 Rome | 22 avril 238 – 11 février 244 (5 ans)                                                                                           | Proclamé empereur par les supporteurs de Gordien Ier (son grand-père) et II (son oncle) puis par le Sénat. Coempereur avec Pupien et Balbin jusqu'en juillet 238.                                                                                             | 11 février 244 (à 19 ans) Inconnu, peut-être assassiné sur les ordres de Philippe l'Arabe                                       |                                                | [ G 8 ]                                        |                                                |
| Usurpateurs | Sabinianus en 240 : gouverneur de province (proconsul) en Afrique.                                                                                   | Sabinianus en 240 : gouverneur de province (proconsul) en Afrique.                                                              | Sabinianus en 240 : gouverneur de province (proconsul) en Afrique.                                                              | Sabinianus en 240 : gouverneur de province (proconsul) en Afrique. | Sabinianus en 240 : gouverneur de province (proconsul) en Afrique.                                                              |                                                | [ G 9 ]                                        |                                                |
| Usurpateurs | Salvianus en 241 : gouverneur d'Egypte. | | | | |                                                |                                                |                                                |
|             | Philippe l'Arabe CAESAR MARCVS IVLIVS PHILLIPVS AVGVSTVS avec Philippe II MARCVS IVLIVS PHILLIPVS SEVERVS AVGVSTVS                                   | ≈ 204 Shahba (Syrie) | Février 244 – septembre/octobre 249 (≈ 5 ans)                                                                                   | Préfet du prétoire de Gordien III, prend le pouvoir après sa mort. Nomme son fils Philippe II coempereur en été 247. | Septembre/octobre 249 (à ≈ 45 ans) Tué au cours d'une bataille contre Dèce, près de Vérone                                      |                                                | [ G 10 ]                                       |                                                |
| Usurpateurs | Pacatianus en 248 : sur le Danube. Tué par ses propres soldats.                                                                                      | Pacatianus en 248 : sur le Danube. Tué par ses propres soldats.                                                                 | Pacatianus en 248 : sur le Danube. Tué par ses propres soldats.                                                                 | Pacatianus en 248 : sur le Danube. Tué par ses propres soldats. | Pacatianus en 248 : sur le Danube. Tué par ses propres soldats.                                                                 |                                                |                                                |                                                |
| Usurpateurs | Jotapianus en 248-249 : en Orient. Tué par ses propres soldats.                                                                                      | | | | |                                                |                                                |                                                |
|             | Dèce CAESAR GAIVS MESSIVS QVINTVS TRAIANVS DECIVS AVGVSTVS avec Herennius Etruscus QVINTVS HERENNIVS ETRVSCVS MESSIVS DECIVS AVGVSTVS                | ≈ 201 Budalia (Pannonie inférieure)                                                                                             | Septembre/octobre 249 – juin 251 (≈ 1 an)                                                                                       | Gouverneur sous Philippe Ier. Proclamé empereur par les légions du Danube et vainqueur de Philippe au cours d'une bataille. Nomme son fils Herennius Etruscus coempereur au début de 251.                                                                     | Juin 251 (à ≈ 50 ans) Tous deux tués au cours de la bataille d'Abrittus contre les Goths                                        |                                                | [ G 11 ]                                       |                                                |
| Usurpateurs | Lucius Priscus en 249-251 : en Thrace. Soutenu par les Goths.                                                                                        | Lucius Priscus en 249-251 : en Thrace. Soutenu par les Goths.                                                                   | Lucius Priscus en 249-251 : en Thrace. Soutenu par les Goths.                                                                   | Lucius Priscus en 249-251 : en Thrace. Soutenu par les Goths. | Lucius Priscus en 249-251 : en Thrace. Soutenu par les Goths.                                                                   |                                                |                                                |                                                |
| Usurpateurs | Valens Licinianus en 250 : usurpe le pouvoir à Rome pendant que Dèce est en guerre contre les Goths. Exécuté sur ordre de Valérien, général de Dèce. | | | | |                                                |                                                |                                                |
|             | Hostilien CAESAR CAIVS VALENS HOSTILIANVS MESSIVS QVINTVS AVGVSTVS                                                                                   | ≈ 230 Rome | Juin 251 – septembre/octobre 251 (≈ 4 mois)                                                                                     | Fils de Dèce. Accepté comme son héritier (César) par le Sénat. | Septembre/octobre 251 (à ? ans) Causes naturelles (peste)                                                                       |                                                | [ G 12 ]                                       |                                                |
|             | Trébonien Galle CAESAR GAIVS VIBIVS TREBONIANVS GALLVS AVGVSTVS avec Volusien GAIVS VIBIVS VOLVSIANVS AVGVSTVS                                       | ≈ 206 Italie | Juin 251 – août 253 (≈ 2 ans)                                                                                                   | Gouverneur de la Mésie supérieure, proclamé empereur par les légions du Danube après la mort de Dèce et en opposition à Hostilien. Nomme son fils Volusien coempereur fin 251.                                                                                | Août 253 (à ≈ 47 ans) Assassiné par ses propres troupes, en faveur d'Émilien                                                    |                                                | [ G 13 ]                                       |                                                |
|             | Émilien CAESAR MARCVS AEMILIVS AEMILIANVS AVGVSTVS                                                                                                   | ≈ 207 Afrique | Août 253 – octobre 253 (≈ 2 mois)                                                                                               | Gouverneur de la Mésie supérieure, proclamé empereur par les légions du Danube après sa victoire sur les Goths. Accepté comme empereur après la mort de Trébonien Galle.                                                                                      | Octobre 253 (à ≈ 46 ans) Assassiné par ses propres troupes, en faveur de Valérien                                               |                                                | [ G 14 ]                                       |                                                |
| Notes       | 1. 2. 3. 4. 5. 6. 7. 8. 9. 10. 11. 12. 13. 14. | 1. 2. 3. 4. 5. 6. 7. 8. 9. 10. 11. 12. 13. 14.                                                                                  | 1. 2. 3. 4. 5. 6. 7. 8. 9. 10. 11. 12. 13. 14.                                                                                  | 1. 2. 3. 4. 5. 6. 7. 8. 9. 10. 11. 12. 13. 14. | 1. 2. 3. 4. 5. 6. 7. 8. 9. 10. 11. 12. 13. 14.                                                                                  | 1. 2. 3. 4. 5. 6. 7. 8. 9. 10. 11. 12. 13. 14. | 1. 2. 3. 4. 5. 6. 7. 8. 9. 10. 11. 12. 13. 14. | 1. 2. 3. 4. 5. 6. 7. 8. 9. 10. 11. 12. 13. 14. |

#### Trente Tyrans
On appelle les Trente Tyrans une série d'usurpateurs qui ont ou auraient vécu au IIIe siècle, pendant les règnes de Valérien, de Gallien, de Claude le Gothique et d'Aurélien entre 253 et 270.
| Portrait    | Nom | Naissance | Règne | Succession | Mort | Notes       |             |
| ----------- | --- | --- | --- | --- | --- | ----------- | ----------- |
|             | Valérien CAESAR PVBLIVS LICINIVS VALERIANVS AVGVSTVS | ≈ 195 ? | Octobre 253 – 260 (≈ 6 ans) | Gouverneur du Norique et de la Rhétie, proclamé empereur par les légions du Rhin après la mort de Trébonien Galle. Accepté comme empereur à la mort d'Émilien. | 260 (à ≈ 65 ans) Capturé pendant la bataille d'Édesse contre les Perses, meurt en captivité                                            | [ H 2 ]     |             |
| Usurpateurs | Uranius Antoninus en 253-254 : Se révolte en Cappadoce et Syrie. | Uranius Antoninus en 253-254 : Se révolte en Cappadoce et Syrie.                                                                       | Uranius Antoninus en 253-254 : Se révolte en Cappadoce et Syrie.                                                                       | Uranius Antoninus en 253-254 : Se révolte en Cappadoce et Syrie.                                                                                               | Uranius Antoninus en 253-254 : Se révolte en Cappadoce et Syrie.                                                                       | [ H 3 ]     |             |
| Usurpateurs | Silbannacus en 253 : à Rome, soutenu par des soldats loyaux à Emilien.                                                                                                 | | | | |             |             |
|             | Gallien CAESAR PVBLIVS LICINIVS EGNATIVS GALLIENVS AVGVSTVS avec Salonin PVBLIVS LICINIVS CORNELIVS SALONINVS VALERIANVS AVGVSTVS                                      | ≈ 218 ? | Octobre 253 – septembre 268 (≈ 14 ans)                                                                                                 | Fils de Valérien. Nommé coempereur avec son père en 253. Son fils Salonin est brièvement coempereur en juillet avant son assassinat par Postume.               | Septembre 268 (à ≈ 50 ans) Assassiné à Aquilée par ses propres hommes                                                                  | [ H 4 ]     |             |
| Usurpateurs | Ingenuus en 260 : légat de Pannonie. Battu par Aureolus, général de Gallien, il se noie dans la rivière Drave en tentant de s'échapper                                 | Ingenuus en 260 : légat de Pannonie. Battu par Aureolus, général de Gallien, il se noie dans la rivière Drave en tentant de s'échapper | Ingenuus en 260 : légat de Pannonie. Battu par Aureolus, général de Gallien, il se noie dans la rivière Drave en tentant de s'échapper | Ingenuus en 260 : légat de Pannonie. Battu par Aureolus, général de Gallien, il se noie dans la rivière Drave en tentant de s'échapper                         | Ingenuus en 260 : légat de Pannonie. Battu par Aureolus, général de Gallien, il se noie dans la rivière Drave en tentant de s'échapper |             |             |
| Usurpateurs | Regalianus en 260 : général en Dacie. Tué sur le champ de bataille par les Roxolans qui tentent de s'implanter.                                                        | | | | |             |             |
| Usurpateurs | Macrien le Jeune en 260-261 : est proclamé empereur par son père Macrien. Assassiné par ses propres soldats en Illyrie après avoir été battu par Aureolus.             | | | | |             |             |
| Usurpateurs | Quiétus en 260-261 : est proclamé empereur par son père Macrien. Assassiné par Odénath de Palmyre sur ordre de Gallien.                                                | | | | |             |             |
| Usurpateurs | Valens Thessalonicus en 261 : envoyé par Gallien pour vaincre Macrien. S'autoproclame alors empereur. Assassiné par ses propres soldats après avoir défait Pison.      | | | | |             |             |
| Usurpateurs | Pison en 261 : envoyé par Macrien pour vaincre Valens Thessalonicus. S'autoproclame alors empereur.                                                                    | | | | |             |             |
| Usurpateurs | Balliste en 261-264 : se proclame empereur en 261 après la mort de Quiétus. Assassiné sur ordre d'Odénath de Palmyre trois ans plus tard.                              | | | | |             |             |
| Usurpateurs | Mussius Aemilianus en 261-262 : se proclame empereur en Egypte en 261 après la mort de Macrien. Défait et exécuté par Aurelius Theodotus, général de Gallien.          | | | | |             |             |
| Usurpateurs | Aureolus en 268 : se proclame empereur en Italie en 268. Assiégé par Gallien à Milan, il est exécuté sur ordre de Claude II le Gothique après l'assassinat de Gallien. | | | | |             |             |
| Notes       | 1. 2. 3. 4. | 1. 2. 3. 4. | 1. 2. 3. 4. | 1. 2. 3. 4. | 1. 2. 3. 4. | 1. 2. 3. 4. | 1. 2. 3. 4. |

#### Empereurs illyriens
| Portrait   | Nom | Naissance | Règne | Succession | Mort | Post mortem                                  | Notes                      |                            |
| ---------- | --- | --- | --- | --- | --- | -------------------------------------------- | -------------------------- | -------------------------- |
|            | Claude II le Gothique CAESAR MARCVS AVRELIVS CLAVDIVS AVGVSTVS                                                | 10 mai 213 Sirmium (Pannonie)                                                                                 | Septembre 268 – janvier 270 (≈ 16 mois)                                                                       | Général victorieux de la bataille de Naissus, prend le pouvoir à la mort de Gallien.                          | Janvier 270 (à ≈ 56 ans) Cause naturelle (peste)                                                              | Divinisation en 270                          | [ I 1 ]                    |                            |
|            | Quintillus CAESAR MARCVS AVRELIVS CLAVDIVS QVINTILLVS AVGVSTVS                                                | ≈ 220 Sirmium (Pannonie)                                                                                      | Janvier 270 – septembre 270 (≈ 8 mois)                                                                        | Frère de Claude II le Gothique, prend le pouvoir après sa mort.                                               | septembre 270 (à ≈ 70 ans) Cause incertaine                                                                   |                                              | [ I 2 ]                    |                            |
|            | Aurélien CAESAR LVCIVS DOMITIVS AVRELIANVS AVGVSTVS                                                           | 9 septembre 214 Sirmium (Pannonie)                                                                            | Septembre 270 – septembre 275 (≈ 5 ans)                                                                       | Proclamé empereur par les légions du Danube à la mort de Claude II le Gothique, en opposition à Quintillus.   | Septembre 275 (à ≈ 60 ans) Assassiné par la garde prétorienne                                                 | Divinisation                                 | [ I 3 ]                    |                            |
|            | Tacite CAESAR MARCVS CLAVDIVS TACITVS AVGVSTVS                                                                | ≈ 200 Interamna                                                                                               | 25 septembre 275 – juin 276 (≈ 8 mois)                                                                        | Élu par le Sénat pour remplacer Aurélien, après un court interrègne.                                          | Juin 276 (à ≈ 76 ans) Cause naturelle (peut-être assassiné)                                                   |                                              | [ I 4 ]                    |                            |
|            | Florien CAESAR MARCVS ANNIVS FLORIANVS AVGVSTVS                                                               | ≈ 210 | Juin 276 – septembre 276 (≈ 3 mois)                                                                           | Frère de Tacite, élu par l’armée pour lui succéder.                                                           | Septembre 276 (à ≈ 66 ans) Assassiné par ses propres troupes, en faveur de Probus                             |                                              | [ I 5 ]                    |                            |
|            | Probus CAESAR MARCVS AVRELIVS PROBVS AVGVSTVS                                                                 | 19 août 232 Sirmium (Pannonie)                                                                                | Septembre 276 – septembre/octobre 282 (≈ 6 ans)                                                               | Gouverneur d'une province de l'Est, proclamé empereur par les légions du Danube contre Florien.               | Septembre/octobre 282 (à ≈ 50 ans) Assassiné par ses propres troupes, en faveur de Carus                      |                                              | [ I 6 ]                    |                            |
| Usurpateur | Proculus, en 281; s'autoproclame empereur en Gaule, éliminé peu de temps après.                               | Proculus, en 281; s'autoproclame empereur en Gaule, éliminé peu de temps après.                               | Proculus, en 281; s'autoproclame empereur en Gaule, éliminé peu de temps après.                               | Proculus, en 281; s'autoproclame empereur en Gaule, éliminé peu de temps après.                               | Proculus, en 281; s'autoproclame empereur en Gaule, éliminé peu de temps après.                               |                                              |                            |                            |
| Usurpateur | Bonosus en 280-281; commandant de la flotte du Rhin, s'autoproclame empereur à Cologne.                       | | | | |                                              |                            |                            |
| Usurpateur | Julius Saturninus en 281; proclamé par les légions à Antioche, exécuté par ses propres troupes.               | | | | |                                              |                            |                            |
|            | Carus CAESAR MARCVS AVRELIVS CARVS AVGVSTVS                                                                   | ≈ 224 Narbo (Gaule)                                                                                           | Septembre/octobre 282 – juillet/août 283 (≈ 10 mois)                                                          | Préfet du prétoire de Probus, prend le pouvoir avant ou après sa mort.                                        | Juillet/août 283 (à ≈ 59 ans) Cause incertaine                                                                |                                              | [ I 7 ]                    |                            |
|            | Numérien CAESAR MARCVS AVRELIVS NVMERIVS NVMERIANVS AVGVSTVS                                                  | ≈ 253 | Juillet/août 283 – novembre 284 (≈ 16 mois)                                                                   | Fils de Carus, lui succède conjointement avec son frère Carin.                                                | 284 (à ≈ 31 ans) Cause incertaine (probablement assassiné)                                                    | Divinisation en 284 Damnatio memoriae en 285 | [ I 8 ]                    |                            |
|            | Carin CAESAR MARCVS AVRELIVS CARINVS AVGVSTVS                                                                 | ≈ 250 | Janvier 283 – septembre 285 (≈ 31 mois)                                                                       | Fils de Carus, règne conjointement avec son père puis avec son frère Numérien.                                | 285 (à ≈ 35 ans) Meurt pendant une bataille contre Dioclétien                                                 |                                              | [ I 9 ]                    |                            |
| Usurpateur | Julianus en 284-285; s'autoproclame empereur à l'annonce de la mort de Numérien, égorgé sur l'ordre de Carin. | Julianus en 284-285; s'autoproclame empereur à l'annonce de la mort de Numérien, égorgé sur l'ordre de Carin. | Julianus en 284-285; s'autoproclame empereur à l'annonce de la mort de Numérien, égorgé sur l'ordre de Carin. | Julianus en 284-285; s'autoproclame empereur à l'annonce de la mort de Numérien, égorgé sur l'ordre de Carin. | Julianus en 284-285; s'autoproclame empereur à l'annonce de la mort de Numérien, égorgé sur l'ordre de Carin. |                                              |                            |                            |
| Notes      | 1. 2. 3. 4. 5. 6. 7. 8. 9.                                                                                    | 1. 2. 3. 4. 5. 6. 7. 8. 9.                                                                                    | 1. 2. 3. 4. 5. 6. 7. 8. 9.                                                                                    | 1. 2. 3. 4. 5. 6. 7. 8. 9.                                                                                    | 1. 2. 3. 4. 5. 6. 7. 8. 9.                                                                                    | 1. 2. 3. 4. 5. 6. 7. 8. 9.                   | 1. 2. 3. 4. 5. 6. 7. 8. 9. | 1. 2. 3. 4. 5. 6. 7. 8. 9. |

## Le Dominat (285 à 476)
Après la fin de la crise du troisième siècle, Dioclétien s’autoproclame empereur en 284 et pose les bases de la séparation de l'Empire romain en 286.

### Tétrarchies et dynastie des Constantiniens
La tétrarchie (285-324) est un système fonctionnant, comme son nom l'indique, sur quatre gouvernements : pour chaque division de l'Empire (Orient et Occident), il existe un empereur majeur (« Auguste ») et un empereur subordonné (« César »), le Primus Augustus (« Premier Auguste ») reste cependant l'empereur principal. Trois tétrarchies se succèdent avant que le système ne se désagrège et voit Constantin Ier redevenir le seul maître de l'Empire en 324.
Note : étant donné le chevauchement des règnes respectifs, le tableau ci-dessous n'est pas nécessairement chronologique. Voir l'article sur la tétrarchie pour plus d'informations et un classement chronologique.
Légende
- Empire romain d'Orient
- Empire romain d'Occident
- (♕) :  Primus Augustus

| Portrait    | Portrait    | Nom | Naissance | Règne | Succession | Mort | Notes                                                                                        |
| ----------- | ----------- | --- | --- | --- | --- | --- | -------------------------------------------------------------------------------------------- |
|             |             | Dioclétien CAESAR GAIVS AVRELIVS VALERIVS DIOCLETIANVS AVGVSTVS | 22 décembre 244 Salona (Dalmatie) | 20 novembre 284 – 1er mai 305 (≈ 20 ans) | Proclamé empereur par l'armée après la mort de Numérien contre Carin Seul maître de l'Empire de 285 à 286 Empereur de l'Orient de 286 à 293 (♕) « Auguste » de l'Orient jusqu'en 305 (♕) où il abdique | 3 décembre 311 (à 66 ans) Cause naturelle à Aspalatos | [ J 1 ]                                                                                      |
|             |             | Maximien Hercule CAESAR GAIVS AVRELIVS VALERIVS MAXIMIANVS AVGVSTVS | 250 Sirmium (Pannonie) | 1er avril 286 – 1er mai 305 (≈ 19 ans) | Adopté en tant que Empereur par Dioclétien de 286 à 293 « Auguste » de l'Occident jusqu'en 305 où il abdique avec Dioclétien | 310 (à ≈ 60 ans) Capturé par Constantin Ier puis se suicide sur l'ordre de celui-ci | [ J 2 ]                                                                                      |
| Usurpateurs | Usurpateurs | Carausius en 286-293 : Se révolte en Bretagne et en Gaule. Assassiné par son rival Allectus. | Carausius en 286-293 : Se révolte en Bretagne et en Gaule. Assassiné par son rival Allectus. | Carausius en 286-293 : Se révolte en Bretagne et en Gaule. Assassiné par son rival Allectus. | Carausius en 286-293 : Se révolte en Bretagne et en Gaule. Assassiné par son rival Allectus. | Carausius en 286-293 : Se révolte en Bretagne et en Gaule. Assassiné par son rival Allectus. | Carausius en 286-293 : Se révolte en Bretagne et en Gaule. Assassiné par son rival Allectus. |
| Usurpateurs | Usurpateurs | Allectus en 293-297 : Se révolte seulement en Bretagne car il ne dispose pas assez de moyens pour défendre la Gaule. Tué dans un combat contre Constance Chlore.                                                         | | | | |                                                                                              |
|             |             | Constance Chlore CAESAR GAIVS FLAVIVS VALERIVS CONSTANTIVS AVGVSTVS | 31 mars 250 Darania (Mésie) | 1er mai 305 – 25 juillet 306 (≈ 1 an) | Adopté en tant que « César » de l'Occident et héritier par Maximien en 293 « Auguste » de l'Occident jusqu'en 306 (♕) | 306 (à ≈ 56 ans) Cause naturelle | [ J 3 ]                                                                                      |
|             |             | Galère CAESAR GALERIVS VALERIVS MAXIMIANVS AVGVSTVS | 260 Felix Romuliana (Mésie) | 1er mai 305 – mai 311 (≈ 6 ans) | Adopté en tant que « César » de l'Orient et héritier par Dioclétien de 293 à 305 « Auguste » de l'Orient de 305 à 307 (♕) « Auguste » de l'Orient et de l'Occident de 307 à 308 (♕) « Auguste » de l'Orient de 308 à 310 (♕) « Auguste » de l'Orient et de l'Occident de 310 à 311 (♕) | 311 (à ≈ 51 ans) Cause naturelle | [ J 4 ]                                                                                      |
|             |             | Sévère II FLAVIVS VALERIVS SEVERVS AVGVSTVS | vers 265 | Juillet 306 – Avril 307 (≈ 9 mois) | Adopté en tant que « César » et héritier par Constance Chlore en 305 Lui succède comme « Auguste » de l'Occident de 306 à 307 | 16 septembre 307 (à ? ans) Capturé par Maxence et forcé à se suicider (ou assassiné) | [ J 5 ]                                                                                      |
|             |             | Constantin Ier « le Grand » CAESAR FLAVIVS CONSTANTINVS VALERIVS AVGVSTVS | 27 février 272 Naissus (Mésie) | 25 juillet 306 – 22 mai 337 (≈ 30 ans) | Fils de Constance Chlore, proclamé empereur par les troupes de son père Accepté en tant que « César » de l'Occident par Galère de 306 à 307 S’autoproclame « Auguste » de l'Occident en 307 après la mort de Sévère II et refuse la relégation en « César » par Galère jusqu'en 309 Empereur de l'Occident de 311 à 324 après avoir éliminé Maxence Premier empereur romain à rendre licite le christianisme en 313 par l'Edit de Milan. Seul maître de l'Empire de 324 à 337 | 22 mai 337 (à 65 ans) Cause naturelle | [ J 6 ]                                                                                      |
| Usurpateurs | Usurpateurs | Maxence en 306-312 : Fils de Maximien, prend le pouvoir en 306 contre Sévère II et nommé « César » de Rome par Maximien en 307 après la mort de Sévère. Meurt dans la bataille du pont Milvius contre Constantin Ier.    | Maxence en 306-312 : Fils de Maximien, prend le pouvoir en 306 contre Sévère II et nommé « César » de Rome par Maximien en 307 après la mort de Sévère. Meurt dans la bataille du pont Milvius contre Constantin Ier.    | Maxence en 306-312 : Fils de Maximien, prend le pouvoir en 306 contre Sévère II et nommé « César » de Rome par Maximien en 307 après la mort de Sévère. Meurt dans la bataille du pont Milvius contre Constantin Ier.    | Maxence en 306-312 : Fils de Maximien, prend le pouvoir en 306 contre Sévère II et nommé « César » de Rome par Maximien en 307 après la mort de Sévère. Meurt dans la bataille du pont Milvius contre Constantin Ier. | Maxence en 306-312 : Fils de Maximien, prend le pouvoir en 306 contre Sévère II et nommé « César » de Rome par Maximien en 307 après la mort de Sévère. Meurt dans la bataille du pont Milvius contre Constantin Ier.    | [ J 7 ]                                                                                      |
| Usurpateurs | Usurpateurs | Domitius Alexander en 308-310 : Se révolte en Afrique en coupant l'approvisionnement en blé. Battu et exécuté sur ordre de Maxence.                                                                                      | | | | |                                                                                              |
|             |             | Maximin II CAESAR GALERIVS VALERIVS MAXIMINVS AVGVSTVS | 20 novembre 270 Dacia | 1er mai 311 – Juillet/Août 313 (≈ 2 ans) | Neveu de Galère, adopté en tant que « César » et son héritier en 305 Lui succède en tant qu'« Auguste » de l'Orient (avec Licinius) de 311 à 313 | Juillet/Août 313 (à ≈ 42 ans) Défait dans la guerre civile contre Licinius, s'est probablement suicidé peu après | [ J 8 ]                                                                                      |
|             |             | Licinius CAESAR GAIVS VALERIVS LICINIVS AVGVSTVS | vers 265 Felix Romuliana (Mésie) | 11 novembre 308 – 18 septembre 324 (≈ 15 ans) | Nommé « Auguste » de l'Occident par Galère contre Maxence en 308 Devient « Auguste » de l'Orient en 311 après la mort de Galère (avec Maximin II) Vainqueur de Maximin, il devient le seul Empereur de l'Orient de 313 à 324 Il s'adjoint Valerius Valens en 317 et Martinien en 324 comme « Augustes » de l'Occident en opposition à Constantin Ier (ils sont tous deux exécutés dans les semaines qui suivent)                                                              | 325 (à ≈ 60 ans) Défait dans la guerre civile contre Constantin Ier et capturé, exécuté l'année suivante | [ J 9 ]                                                                                      |
|             |             | Constantin II « le Jeune » CAESAR FLAVIVS CLAVDIVS CONSTANTINVS AVGVSTVS | 316 Arles (Gaule) | 22 mai 337 – 340 (≈ 3 ans) | Fils de Constantin Ier Nommé « César » de l'Occident en 317 « Auguste » adjoint avec ses frères Constant Ier et Constance II | 340 (à ≈ 24 ans) Mort dans une bataille contre Constant Ier | [ J 10 ]                                                                                     |
|             |             | Constant Ier CAESAR FLAVIVS IVLIVS CONSTANS AVGVSTVS | 320 ? | 22 mai 337 – février 350 (≈ 12 ans) | Fils de Constantin Ier « Auguste » adjoint avec ses frères Constantin II et Constance II | février 350 (à ≈ 29 ans) Assassiné sur les ordres de l'usurpateur Magnence | [ J 11 ]                                                                                     |
| Usurpateurs | Usurpateurs | Magnence de 350 à 353 : devient protector de Constant qu'il fait assassiner en 350 pour s'autoproclamer Auguste à Autun. Se suicide à Lyon en 353 après sa défaite contre Constance II.                                  | Magnence de 350 à 353 : devient protector de Constant qu'il fait assassiner en 350 pour s'autoproclamer Auguste à Autun. Se suicide à Lyon en 353 après sa défaite contre Constance II.                                  | Magnence de 350 à 353 : devient protector de Constant qu'il fait assassiner en 350 pour s'autoproclamer Auguste à Autun. Se suicide à Lyon en 353 après sa défaite contre Constance II.                                  | Magnence de 350 à 353 : devient protector de Constant qu'il fait assassiner en 350 pour s'autoproclamer Auguste à Autun. Se suicide à Lyon en 353 après sa défaite contre Constance II. | Magnence de 350 à 353 : devient protector de Constant qu'il fait assassiner en 350 pour s'autoproclamer Auguste à Autun. Se suicide à Lyon en 353 après sa défaite contre Constance II.                                  | [ J 12 ]                                                                                     |
| Usurpateurs | Usurpateurs | Népotien en 350 : neveu de Constantin Ier, s'autoproclame empereur de Rome contre Magnence. Assassiné par les soldats de ce dernier après 28 jours de règne.                                                             | Népotien en 350 : neveu de Constantin Ier, s'autoproclame empereur de Rome contre Magnence. Assassiné par les soldats de ce dernier après 28 jours de règne.                                                             | Népotien en 350 : neveu de Constantin Ier, s'autoproclame empereur de Rome contre Magnence. Assassiné par les soldats de ce dernier après 28 jours de règne.                                                             | Népotien en 350 : neveu de Constantin Ier, s'autoproclame empereur de Rome contre Magnence. Assassiné par les soldats de ce dernier après 28 jours de règne. | Népotien en 350 : neveu de Constantin Ier, s'autoproclame empereur de Rome contre Magnence. Assassiné par les soldats de ce dernier après 28 jours de règne.                                                             | [ J 13 ]                                                                                     |
| Usurpateurs | Usurpateurs | Vetranio en 350 : général de Constant, proclamé « César » contre Magnence et temporairement accepté comme « Auguste » de l'Occident par Constance II. Abdique face à ce dernier et est exilé à Pruse où il meurt en 356. | Vetranio en 350 : général de Constant, proclamé « César » contre Magnence et temporairement accepté comme « Auguste » de l'Occident par Constance II. Abdique face à ce dernier et est exilé à Pruse où il meurt en 356. | Vetranio en 350 : général de Constant, proclamé « César » contre Magnence et temporairement accepté comme « Auguste » de l'Occident par Constance II. Abdique face à ce dernier et est exilé à Pruse où il meurt en 356. | Vetranio en 350 : général de Constant, proclamé « César » contre Magnence et temporairement accepté comme « Auguste » de l'Occident par Constance II. Abdique face à ce dernier et est exilé à Pruse où il meurt en 356. | Vetranio en 350 : général de Constant, proclamé « César » contre Magnence et temporairement accepté comme « Auguste » de l'Occident par Constance II. Abdique face à ce dernier et est exilé à Pruse où il meurt en 356. | [ J 14 ]                                                                                     |
| Usurpateurs | Usurpateurs | Silvanus en 355 : général de Constance II, s'autoproclame empereur en Pannonie. Assassiné par ses propres soldats après 28 jours de règne.                                                                               | | | | |                                                                                              |
|             |             | Constance II CAESAR FLAVIVS IVLIVS CONSTANTIVS AVGVSTVS | 7 août 317 Sirmium (Pannonie) | 22 mai 337 – 3 novembre 361 (≈ 24 ans) | Fils de Constantin Ier « Auguste » adjoint avec ses frères Constantin II et Constant Ier Seul empereur de 350 à 361 | 361 (à ≈ 43 ans) Cause naturelle | [ J 15 ]                                                                                     |
|             |             | Julien CAESAR FLAVIVS CLAVDIVS IVLIANVS AVGVSTVS | 331/332 Constantinople (Thrace) | Février 360 – 26 juin 363 (≈ 3 ans) | Cousin de Constance II, nommé « César » de l'Occident en 355 Proclamé « Auguste » par ses troupes à Lutèce (Paris) en 360 Seul empereur après la mort de Constance | 26 juin 363 (à ≈ 31 ans) Mortellement blessé dans une bataille | [ J 16 ]                                                                                     |
|             |             | Jovien CAESAR FLAVIVS IOVIANVS AVGVSTVS | 331 Singidunum (Mésie) | 26 juin 363 – 17 février 364 (≈ 8 mois) | Général de Julien, proclamé empereur par ses troupes à la mort de Julien | 17 février 364 (à ≈ 31 ans) Cause naturelle (suffocation par des fumées) | [ J 17 ]                                                                                     |
| Notes       | Notes       | 1. 2. 3. 4. 5. 6. 7. 8. 9. 10. 11. 12. 13. 14. 15. 16. 17. | 1. 2. 3. 4. 5. 6. 7. 8. 9. 10. 11. 12. 13. 14. 15. 16. 17. | 1. 2. 3. 4. 5. 6. 7. 8. 9. 10. 11. 12. 13. 14. 15. 16. 17. | 1. 2. 3. 4. 5. 6. 7. 8. 9. 10. 11. 12. 13. 14. 15. 16. 17. | 1. 2. 3. 4. 5. 6. 7. 8. 9. 10. 11. 12. 13. 14. 15. 16. 17. | 1. 2. 3. 4. 5. 6. 7. 8. 9. 10. 11. 12. 13. 14. 15. 16. 17.                                   |

### Dynastie des Valentiniens
Légende
- Empire romain d'Orient
- Empire romain d'Occident

| Portrait    | Portrait    | Nom | Naissance | Règne | Succession | Mort | Notes |
| ----------- | ----------- | --- | --- | --- | --- | --- | --- |
|             |             | Valentinien Ier FLAVIVS VALENTINIANVS AVGVSTVS | 321 Cibales (Pannonie) | 26 février 364 – 17 novembre 375 (≈ 11 ans) | Élu par l'armée pour remplacer Jovien en tant qu'« Auguste » de l'Occident | 17 novembre 375 (à ≈ 54 ans) Cause naturelle | [ K 1 ] |
| Usurpateur  | Usurpateur  | Firmus II de 372 à 375 : tente d'établir un royaume maure indépendant. Trahi par son frère Gildon, il est exécuté sur ordre de Valentinien.                                                                              | Firmus II de 372 à 375 : tente d'établir un royaume maure indépendant. Trahi par son frère Gildon, il est exécuté sur ordre de Valentinien.                                                                              | Firmus II de 372 à 375 : tente d'établir un royaume maure indépendant. Trahi par son frère Gildon, il est exécuté sur ordre de Valentinien.                                                                              | Firmus II de 372 à 375 : tente d'établir un royaume maure indépendant. Trahi par son frère Gildon, il est exécuté sur ordre de Valentinien.                                                                              | Firmus II de 372 à 375 : tente d'établir un royaume maure indépendant. Trahi par son frère Gildon, il est exécuté sur ordre de Valentinien.                                                                              | Firmus II de 372 à 375 : tente d'établir un royaume maure indépendant. Trahi par son frère Gildon, il est exécuté sur ordre de Valentinien.                                                                              |
|             |             | Valens FLAVIVS IVLIVS VALENS AVGVSTVS | 328 Cibales (Pannonie) | 28 mars 364 – 9 août 378 (≈ 14 ans) | Frère de Valentinien Ier qui le nomme « Auguste » adjoint de l'Orient | 9 août 378 (à ≈ 50 ans) Tué au cours de la bataille d'Adrianople contre les Goths | [ K 2 ] |
| Usurpateur  | Usurpateur  | Procope de 365 à 366 : cousin et héritier de Julien, il usurpe le trône pendant que Valens combat les Perses. Battu et exécuté sur ordre de Valens.                                                                      | Procope de 365 à 366 : cousin et héritier de Julien, il usurpe le trône pendant que Valens combat les Perses. Battu et exécuté sur ordre de Valens.                                                                      | Procope de 365 à 366 : cousin et héritier de Julien, il usurpe le trône pendant que Valens combat les Perses. Battu et exécuté sur ordre de Valens.                                                                      | Procope de 365 à 366 : cousin et héritier de Julien, il usurpe le trône pendant que Valens combat les Perses. Battu et exécuté sur ordre de Valens.                                                                      | Procope de 365 à 366 : cousin et héritier de Julien, il usurpe le trône pendant que Valens combat les Perses. Battu et exécuté sur ordre de Valens.                                                                      | Procope de 365 à 366 : cousin et héritier de Julien, il usurpe le trône pendant que Valens combat les Perses. Battu et exécuté sur ordre de Valens.                                                                      |
|             |             | Gratien FLAVIVS GRATIANVS AVGVSTVS | 18 avril/23 mai 359 Sirmium (Pannonie) | 4 août 367 – 25 août 383 (≈ 16 ans) | Fils de Valentinien Ier, nommé « Auguste » adjoint de l'Occident en 367 puis devient « Auguste » de l'Occident après la mort de Valentinien                                                                              | 25 août 383 (à ≈ 24 ans) Assassiné par une faction rebelle de l'armée | [ K 3 ] |
|             |             | Valentinien II FLAVIVS VALENTINIANVS INVICTVS AVGVSTVS | 371 Milan (Italie) | 17 novembre 375 – 15 mai 392 (≈ 16 ans) | Fils de Valentinien Ier, proclamé empereur par l'armée de Pannonie après la mort de Valentinien Accepté comme « Auguste » adjoint de l'Occident par Gratien                                                              | 15 mai 392 (à ≈ 20 ans) Probablement assassiné | [ K 4 ] |
| Usurpateurs | Usurpateurs | Maxime de 387 à 388 : se révolte et assassine Gratien en 383 avant d'être reconnu comme légitime par Théodose en 386. Envahit le domaine de Valentinien II en 387 avant d'en être chassé et exécuté en 388 par Théodose. | Maxime de 387 à 388 : se révolte et assassine Gratien en 383 avant d'être reconnu comme légitime par Théodose en 386. Envahit le domaine de Valentinien II en 387 avant d'en être chassé et exécuté en 388 par Théodose. | Maxime de 387 à 388 : se révolte et assassine Gratien en 383 avant d'être reconnu comme légitime par Théodose en 386. Envahit le domaine de Valentinien II en 387 avant d'en être chassé et exécuté en 388 par Théodose. | Maxime de 387 à 388 : se révolte et assassine Gratien en 383 avant d'être reconnu comme légitime par Théodose en 386. Envahit le domaine de Valentinien II en 387 avant d'en être chassé et exécuté en 388 par Théodose. | Maxime de 387 à 388 : se révolte et assassine Gratien en 383 avant d'être reconnu comme légitime par Théodose en 386. Envahit le domaine de Valentinien II en 387 avant d'en être chassé et exécuté en 388 par Théodose. | Maxime de 387 à 388 : se révolte et assassine Gratien en 383 avant d'être reconnu comme légitime par Théodose en 386. Envahit le domaine de Valentinien II en 387 avant d'en être chassé et exécuté en 388 par Théodose. |
| Usurpateurs | Usurpateurs | Victor en 388 : nommé César par son père Maxime en 384. S'autoproclame empereur à la mort de son père. Capturé et exécuté sur ordre de Théodose.                                                                         | | | | | |
| Notes       | Notes       | 1. 2. 3. 4. | 1. 2. 3. 4. | 1. 2. 3. 4. | 1. 2. 3. 4. | 1. 2. 3. 4. | 1. 2. 3. 4. |

### Dynastie des Théodosiens
Théodose Ier est le dernier empereur à diriger effectivement la totalité de l'Empire romain. Ses successeurs sont ses fils Arcadius chargé de l'Orient, futur « Empire byzantin », qui perdure jusqu'en 1453, et Honorius chargé de l'Occident, dénommé « Empire romain d'Occident », qui s'écroule au Ve siècle (476).
Légende
- Empire romain d'Orient
- Empire romain d'Occident

| Portrait   | Portrait   | Nom | Naissance | Règne | Succession | Mort | Notes                          |
| ---------- | ---------- | --- | --- | --- | --- | --- | ------------------------------ |
|            |            | Théodose Ier FLAVIVS THEODOSIVS AVGVSTVS | 11 janvier 347 Cauca (Hispanie) | 19 janvier 379 – 17 janvier 395 (15 ans) | Nommé « Auguste » de l'Orient par Gratien après la mort de Valens, puis devient seul maître de l'Empire après la mort de Valentinien II                                                                                                  | 17 janvier 395 (à 48 ans) Cause naturelle | [ L 1 ]                        |
|            |            | Maxime MAGNUS CLEMENS MAXIMUS AVGVSTVS | 335 (Hispanie) | 31 août 384 – 28 août 388 (3 ans) | Usurpateur du trône de l'Occident de 383 au 384, puis coempereur légitime | 28 août 388 (à ≈ 53 ans) Exécuté sur ordre de Théodose Ier | [ L 2 ]                        |
| Usurpateur | Usurpateur | Eugène de 392 à 394 : marche sur Rome avec les Francs et les Alamans alors que Théodose est retenu en Orient. Celui-ci remporte la victoire à la rivière froide et Eugène est exécuté.                                                   | Eugène de 392 à 394 : marche sur Rome avec les Francs et les Alamans alors que Théodose est retenu en Orient. Celui-ci remporte la victoire à la rivière froide et Eugène est exécuté.                                                   | Eugène de 392 à 394 : marche sur Rome avec les Francs et les Alamans alors que Théodose est retenu en Orient. Celui-ci remporte la victoire à la rivière froide et Eugène est exécuté.                                                   | Eugène de 392 à 394 : marche sur Rome avec les Francs et les Alamans alors que Théodose est retenu en Orient. Celui-ci remporte la victoire à la rivière froide et Eugène est exécuté.                                                   | Eugène de 392 à 394 : marche sur Rome avec les Francs et les Alamans alors que Théodose est retenu en Orient. Celui-ci remporte la victoire à la rivière froide et Eugène est exécuté.                                                   | [ L 3 ]                        |
|            |            | Flavius Arcadius FLAVIVS ARCADIVS AVGVSTVS | 377 (Hispanie) | Janvier 383 – 1er mai 408 (≈ 25 ans) | Fils de Théodose Nommé « César » de l'Orient en 383 après la mort de Gratien Devient « Auguste » à la mort de son père | 1er mai 408 (à ≈ 31 ans) Cause naturelle | [ L 4 ]                        |
|            |            | Flavius Honorius FLAVIVS HONORIVS AVGVSTVS | 9 septembre 384 Constantinople | 23 janvier 393 – 15 août 423 (30 ans) | Fils de Théodose Nommé « César » de l'Occident en 393 après la mort de Valentinien II Devient « Auguste » à la mort de son père | 15 août 423 (à 38 ans) Cause naturelle | [ L 5 ]                        |
|            |            | Théodose II FLAVIVS THEODOSIVS AVGVSTVS | 10 avril 401 Constantinople | Janvier 408 – 28 juillet 450 (≈ 42 ans) | Fils d'Arcadius Nommé « César » de l'Orient en 402 Devient « Auguste » après la mort de son père | 28 juillet 450 (à ≈ 49 ans) Cause naturelle | [ L 6 ]                        |
|            |            | Constance III FLAVIVS CONSTANTIVS AVGVSTVS | ? Naissus (Mésie supérieure) | 8 février 421 – 2 septembre 421 (6 mois) | Marié à la fille de Théodose, Galla Placidia Nommé « César » de l'Occident avec Honorius | 2 septembre 421 (à ? ans) Cause naturelle | [ L 7 ]                        |
| Usurpateur | Usurpateur | Jean de 423 à 425 : Fonctionnaire sous le règne d'Honorius, proclamé empereur de l'Occident par Castinus sans jamais être reconnu par l'Orient. Défait par l'armée de Théodose II et Valentinien III, capturé et exécuté en juillet 425. | Jean de 423 à 425 : Fonctionnaire sous le règne d'Honorius, proclamé empereur de l'Occident par Castinus sans jamais être reconnu par l'Orient. Défait par l'armée de Théodose II et Valentinien III, capturé et exécuté en juillet 425. | Jean de 423 à 425 : Fonctionnaire sous le règne d'Honorius, proclamé empereur de l'Occident par Castinus sans jamais être reconnu par l'Orient. Défait par l'armée de Théodose II et Valentinien III, capturé et exécuté en juillet 425. | Jean de 423 à 425 : Fonctionnaire sous le règne d'Honorius, proclamé empereur de l'Occident par Castinus sans jamais être reconnu par l'Orient. Défait par l'armée de Théodose II et Valentinien III, capturé et exécuté en juillet 425. | Jean de 423 à 425 : Fonctionnaire sous le règne d'Honorius, proclamé empereur de l'Occident par Castinus sans jamais être reconnu par l'Orient. Défait par l'armée de Théodose II et Valentinien III, capturé et exécuté en juillet 425. | [ L 8 ]                        |
|            |            | Valentinien III FLAVIVS PLACIDIVS VALENTINIANVS AVGVSTVS | 2 juillet 419 Ravenna (Italie) | 23 octobre 424 – 16 mars 455 (30 ans) | Fils de Constance III Nommé « César » de l'Occident par Théodose II à la mort d'Honorius, contre Jean Devient « Auguste » après sa victoire sur Jean                                                                                     | 16 mars 455 (à ≈ 35 ans) Assassiné, probablement sur les ordres de Pétrone Maxime | [ L 9 ]                        |
|            |            | Marcien FLAVIVS MARCIANIVS AVGVSTVS | 396 Thrace ou Illyria | Été 450 – Janvier 457 (≈ 6 ans) | Nommé comme successeur (et mari) de Pulchérie, la sœur de Théodose II | Janvier 457 (à ≈ 61 ans) Cause naturelle | [ L 10 ]                       |
| Notes      | Notes      | 1. 2. 3. 4. 5. 6. 7. 8. 9. 10. | 1. 2. 3. 4. 5. 6. 7. 8. 9. 10. | 1. 2. 3. 4. 5. 6. 7. 8. 9. 10. | 1. 2. 3. 4. 5. 6. 7. 8. 9. 10. | 1. 2. 3. 4. 5. 6. 7. 8. 9. 10. | 1. 2. 3. 4. 5. 6. 7. 8. 9. 10. |

### Derniers empereurs d'Occident
L'Empire romain d'Occident disparaît en 476 lorsque son dernier empereur, Romulus Augustule, est déposé par Odoacre. Julius Nepos est quant à lui le dernier empereur légitime, reconnu par l'empereur d'Orient et par les rois des peuples fédérés (Francs, Wisigoths, Burgondes....) jusqu'à sa mort en 480.
Toutefois, vers l'an 500, à la suite de sa victoire face aux Ostrogoths, le roi des Francs Clovis Ier reçut le titre de consul des Romains de la part de l'empereur d'Orient. Il en profite alors pour prendre le titre d’« Auguste »[réf. nécessaire].
| Portrait | Nom                                                       | Naissance                  | Règne                                    | Succession | Mort                                                                                   | Notes                      |
| -------- | --------------------------------------------------------- | -------------------------- | ---------------------------------------- | --- | -------------------------------------------------------------------------------------- | -------------------------- |
|          | Pétrone Maxime FLAVIVS ANICIVS PETRONIVS MAXIMVS AVGVSTVS | 396                        | 17 mars 455 – 31 mai 455 (2 mois)        | S'autoproclame empereur avec le soutien de l'armée après la mort de Valentinien III, sans jamais être reconnu par l'Orient | 31 mai 455 (à ~ 61 ans) Assassiné, probablement lapidé par la foule                    | [ M 1 ]                    |
|          | Interrègne (1 mois)                                       |                            |                                          | |                                                                                        |                            |
|          | Avitus EPARCHIVS AVITVS AVGVSTVS                          | 385                        | 9 juillet 455 – 17 octobre 456 (15 mois) | Magister militum sous Pétrone Maxime, proclamé empereur par le roi wisigoth Théodoric II à la mort de Maxime               | après 456 Déposé par son magister militum, Ricimer. Cause et date de la mort inconnues | [ M 2 ]                    |
|          | Interrègne (5 mois)                                       |                            |                                          | |                                                                                        |                            |
|          | Majorien IVLIVS VALERIVS MAIORIANVS AVGVSTVS              | Novembre 420               | Avril 457 – 2 août 461 (~ 4 ans)         | Nommé empereur par Ricimer                                                                                                 | 7 août 461 (à ~ 40 ans) Déposé et décapité sur les ordres de Ricimer                   | [ M 3 ]                    |
|          | Interrègne (3 mois)                                       |                            |                                          | |                                                                                        |                            |
|          | Sévère III LIBIVS SEVERVS AVGVSTVS                        | vers 420 Lucania (Italie)  | Novembre 461 – Août 465 (~ 3 ans)        | Nommé empereur par Ricimer, sans jamais être reconnu par l'Orient                                                          | Août 465 (à ~ 45 ans) Probablement empoisonné par Ricimer                              | [ M 4 ]                    |
|          | Interrègne (2 ans)                                        |                            |                                          | |                                                                                        |                            |
|          | Anthémius PROCOPIVS ANTHEMIVS AVGVSTVS                    | vers 420                   | 12 avril 467 – 11 juillet 472 (5 ans)    | Nommé empereur par Ricimer, avec le soutien de l'empereur d'Orient Léon Ier, le Thrace                                     | 11 juillet 472 (à ~ 52 ans) Exécuté par Ricimer                                        | [ M 5 ]                    |
|          | Olybrius FLAVIVS ANICIVS OLYBRIVS AVGVSTVS                | 420                        | 11 juillet 472 – 2 novembre 472 (1 mois) | Gendre de Valentinien III Nommé empereur par Ricimer, sans jamais être reconnu par l'Orient                                | 2 novembre 472 (à ~ 52 ans) Cause naturelle                                            | [ M 6 ]                    |
|          | Interrègne (4 mois)                                       |                            |                                          | |                                                                                        |                            |
|          | Glycérius FLAVIVS GLYCERIVS AVGVSTVS                      | vers 420                   | Mars 473 – Juin 474 (12 mois)            | Nommé empereur par Gondebaud (successeur de Ricimer), sans jamais être reconnu par l'Orient                                | après 480 Déposé par Julius Nepos. Cause et date de la mort inconnues                  | [ M 7 ]                    |
|          | Julius Nepos FLAVIVS IVLIVS NEPOS AVGVSTVS                | vers 430                   | Juin 474 – 28 août 475 (1 an)            | Neveu par alliance de Léon Ier, le Thrace Nommé empereur contre Glycérius                                                  | 9 mai 480 (à ~ 50 ans) Déposé par Flavius Oreste.                                      | [ M 8 ]                    |
|          | Interrègne (2 mois)                                       |                            |                                          | |                                                                                        |                            |
|          | Romulus Augustule FLAVIVS ROMVLVS AVGVSTVS                | vers 461                   | 31 octobre 475 – 4 octobre 476 (11 mois) | Nommé par son père Flavius Oreste, sans jamais être reconnu par l'Orient                                                   | après 507 Cause et date de la mort inconnues                                           | [ M 9 ]                    |
| Notes    | 1. 2. 3. 4. 5. 6. 7. 8. 9.                                | 1. 2. 3. 4. 5. 6. 7. 8. 9. | 1. 2. 3. 4. 5. 6. 7. 8. 9.               | 1. 2. 3. 4. 5. 6. 7. 8. 9.                                                                                                 | 1. 2. 3. 4. 5. 6. 7. 8. 9.                                                             | 1. 2. 3. 4. 5. 6. 7. 8. 9. |

## Empereurs d'Orient
L'Empire romain d'Orient, que les historiens nomment aussi « Empire byzantin » à partir du Haut Moyen Âge, disparaît en 1453 lors de la prise de Constantinople par les Ottomans.
Pendant près de mille ans se succèdent treize dynasties d'empereurs. Alors qu'Arcadius est le premier empereur romain d'Orient après la séparation officielle de l'Empire, Zénon est considéré comme le dernier empereur romain d'Orient et le premier empereur byzantin, étant donné l'effondrement de l'Empire d'Occident en 476.

## Frises chronologiques

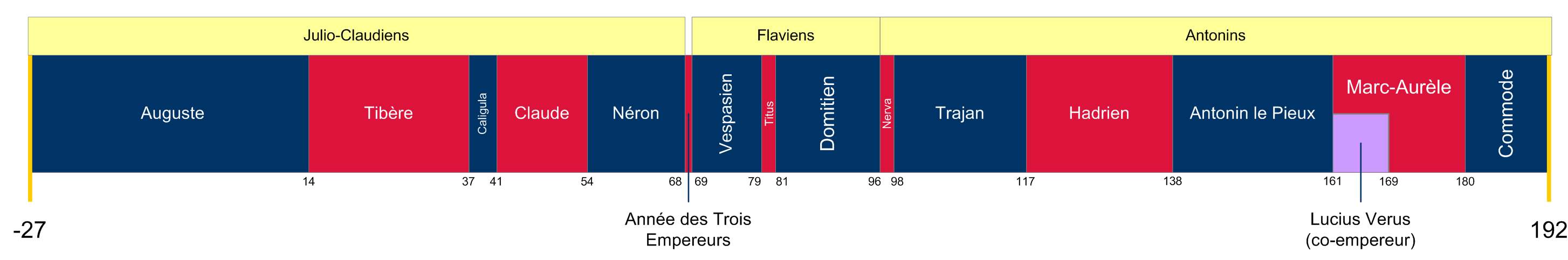
Chronologie simplifiée des empereurs romains (d'Auguste à Commode).

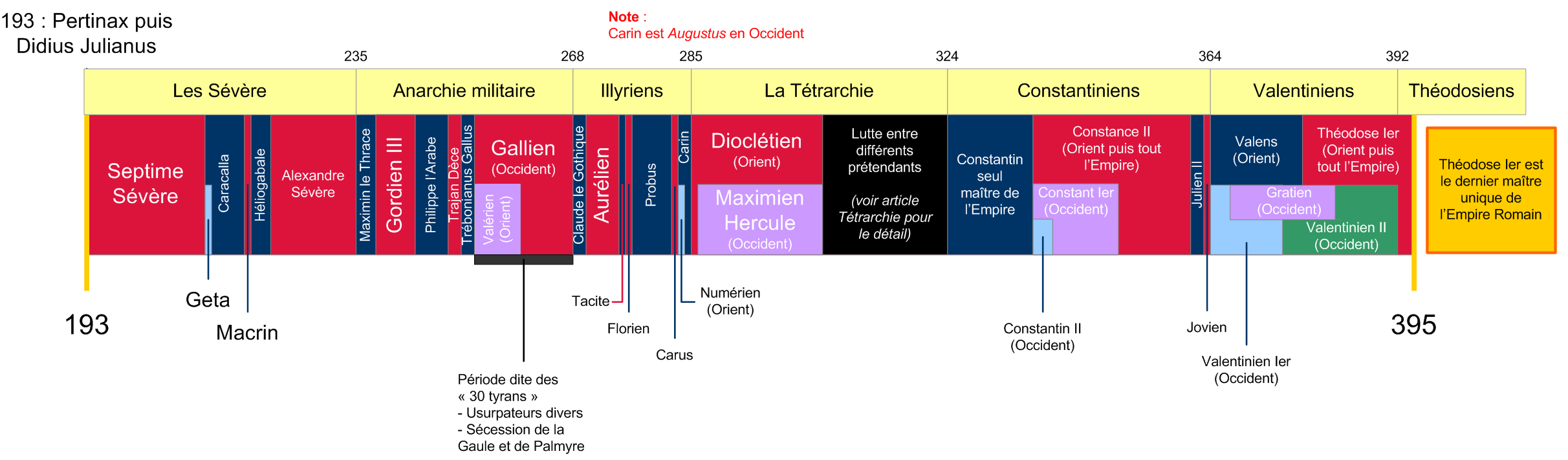
Chronologie simplifiée des empereurs romains (de Pertinax à Théodose).

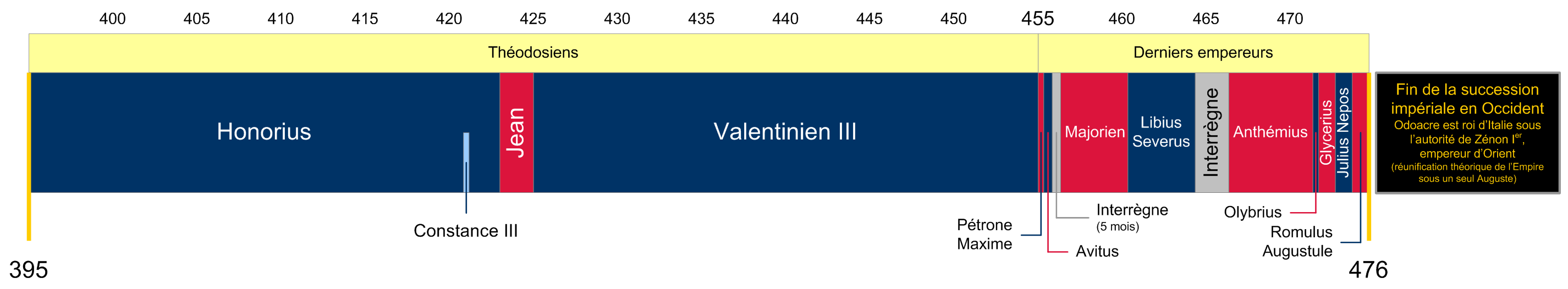
Chronologie simplifiée des empereurs romains après 395 en Occident.